# Selves
Pour les articles homonymes, voir Selve.
La Selves est une rivière française du Massif central qui coule dans le département de l'Aveyron, en région Occitanie. C'est un affluent gauche de la Truyère, donc un sous-affluent du fleuve la Garonne par le Lot.

## Géographie

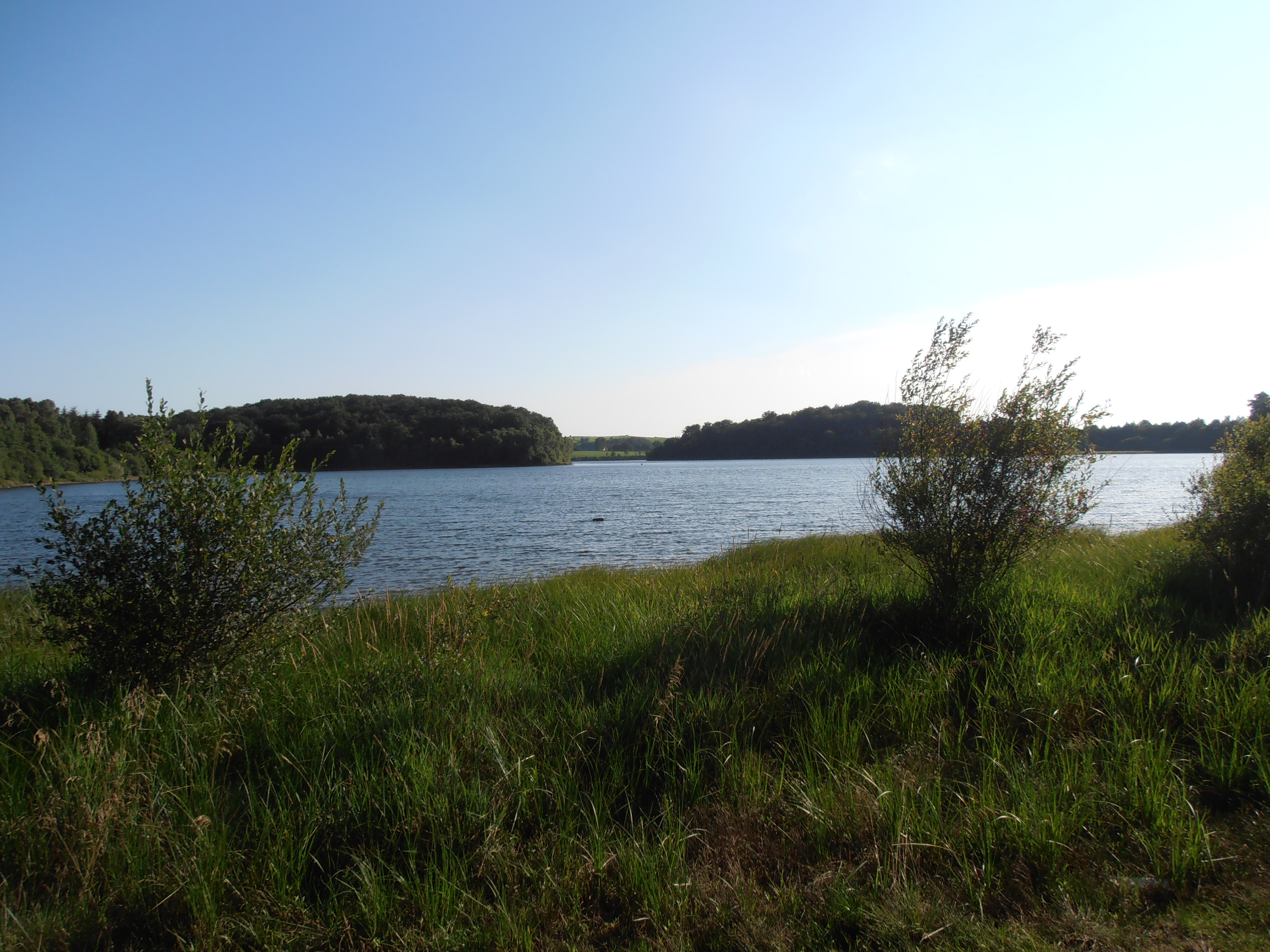
Le Lac des Galens.

La Selves, longue de 44,5 km, prend sa source dans l'Aveyron sur le revers ouest plateau de l'Aubrac sur la commune de Laguiole à 1 330 mètres d'altitude. Après un parcours sinueux dans la région naturelle de la Viadène, mais globalement dirigé vers l'ouest, elle conflue en rive gauche de la Truyère sous le village de Banhars, commune de Campouriez, à 237 m d'altitude.
Elle traverse le lac des Galens, un petit lac de 50 hectares, avec ses berges en pente douce et ses barques de pêcheurs, qui se situe à Soulages-Bonneval au pied de la Montagne de Crestou.

### Département et communes traversés
Dans le seul département de l'Aveyron, la Selves traverse les sept communes suivantes, de l'amont vers l'aval de Laguiole (source), Soulages-Bonneval, Montpeyroux, Saint-Amans-des-Cots, Florentin-la-Capelle, Entraygues-sur-Truyère, Campouriez (confluence).
Soit en termes de cantons, la Selves prend source et conflue dans le même canton d'Aubrac et Carladez, mais longe le canton de Lot et Truyère, dans l'arrondissement de Rodez, dans les intercommunalités communauté de communes Aubrac, Carladez et Viadène et communauté de communes Comtal Lot et Truyère.

### Bassin versant
Selon le SANDRE 2021, la Selves traverserait trois zones hydrographiques « La Truyère du confluent du Goul au confluent de la Selves » (O777) « La Selves » (O778) et « La Truyère du confluent de la Selves au confluent du Lot » (O779). Mais il semble que le SANDRE fasse de la recherche de texte et non de l'analyse géographique. En effet seule la zone hydrographique « La Selves » (O778) correspond au bassin versant de la Selves, avec son principal affluent droit le Selvet compris, comme son nom l'indique.

### Organisme gestionnaire
L'organisme gestionnaire est le SMBL ou syndicat mixte du bassin du Lot. Cet organisme est reconnu comme un EPTB depuis février 2011.

## Affluents
La Selves a dix-neuf tronçons affluents référencés dont le principal est le Selvet.

### Principal affluent: le Selvet
- Le Selvet (rd[note 2]) au sud de Saint-Amans-des-Cots) : 25,7 km de rang de Strahler cinq.

### Autres affluents
Les autres affluents nommés sont :
- Ruisseau de la Nuech (rg) près de Laguiole : 4,9 km
- Ruisseau du Vayssaire (rg) à Laguiole : 9,3 km
- Ruisseau de Rudignous (rg) en amont de Soulages-Bonneval : 3,7 km
- Ruisseau de Maganiou (rg) près de Soulages-Bonneval : 7,2 km
- Ruisseau de la Roque (rd) près de Touluch : 3 km

### Rang de Strahler
Donc le rang de Strahler de la Selves est de six par le Selvet.

## Hydrologie
La Selves est une rivière très abondante mais irrégulière, à l'instar de ses voisines de la région. Son régime hydrologique est dit régime pluvial.

### La Selves à Campouriez
Son débit a été observé sur six ans (entre 1935 et 1940), à Campouriez, localité située tout près de son confluent avec la Truyère. La surface étudiée est de 189 km2, soit la quasi-totalité du bassin versant de la rivière.
Le module de la rivière à Campouriez était de 6,39 m3/s.
La Selves présente des fluctuations saisonnières de débit bien marquées. Les hautes eaux se déroulent en hiver et au printemps, et se caractérisent par des débits mensuels moyens allant de 9,27 à 12,02 m3/s, de décembre à avril inclus (avec un maximum en février). À partir du mois de mai, le débit baisse rapidement jusqu'aux basses eaux d'été qui ont lieu de juin à octobre, entraînant une baisse du débit mensuel moyen atteignant 1,17 m3/s au mois d'août. Mais ce ne sont que des moyennes et les fluctuations sont bien plus prononcées sur de courtes périodes ou selon les années.

### Crues
Les crues de la Selves peuvent être importantes, proportionnellement bien sûr à la taille de son bassin versant. La série des QIX n'a jamais été calculée, étant donné la trop courte durée d'observation des débits.
Le débit journalier maximal enregistré à Campouriez a été de 205 m3/s le 7 décembre 1937.

### Lame d'eau et débit spécifique
La Selves est une rivière fort abondante. La lame d'eau écoulée dans son bassin versant est de 1 066 millimètres annuellement, ce qui est supérieur à trois fois la moyenne d'ensemble de la France (320 mm/an). C'est bien sûr aussi largement supérieur à la moyenne du bassin de la Garonne (384 mm/an). Le débit spécifique (ou Qsp) atteint 33,8 litres par seconde et par kilomètre carré de bassin.

## Aménagements et écologie

### Pêche
La Selves est un cours d'eau de première catégorie. On y rencontre la truite fario  le vairon, le goujon  et le chevesne dans ses parties basses, alors que la controversée écrevisse de Californie est aussi présente.

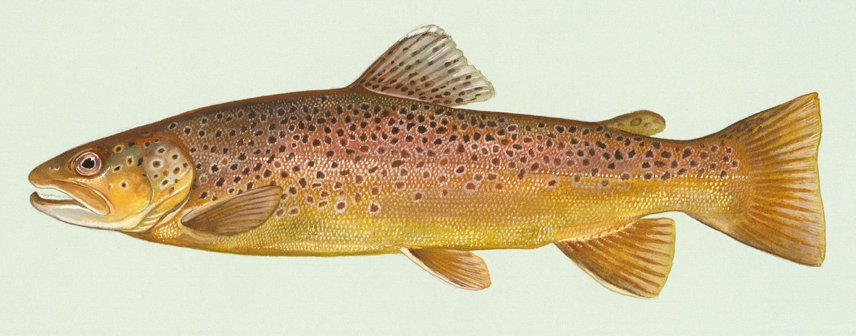
La truite fario.
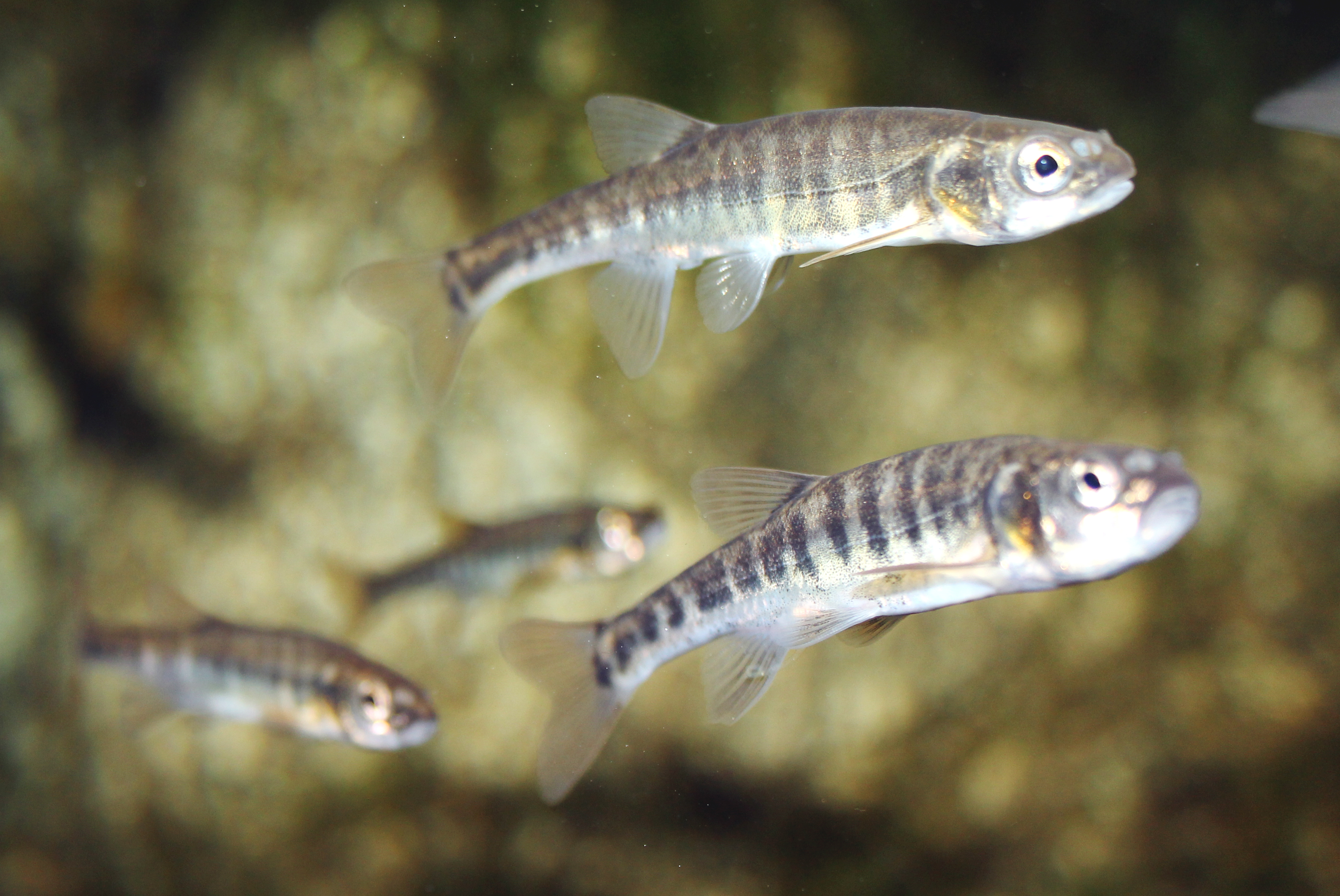
Le vairon.
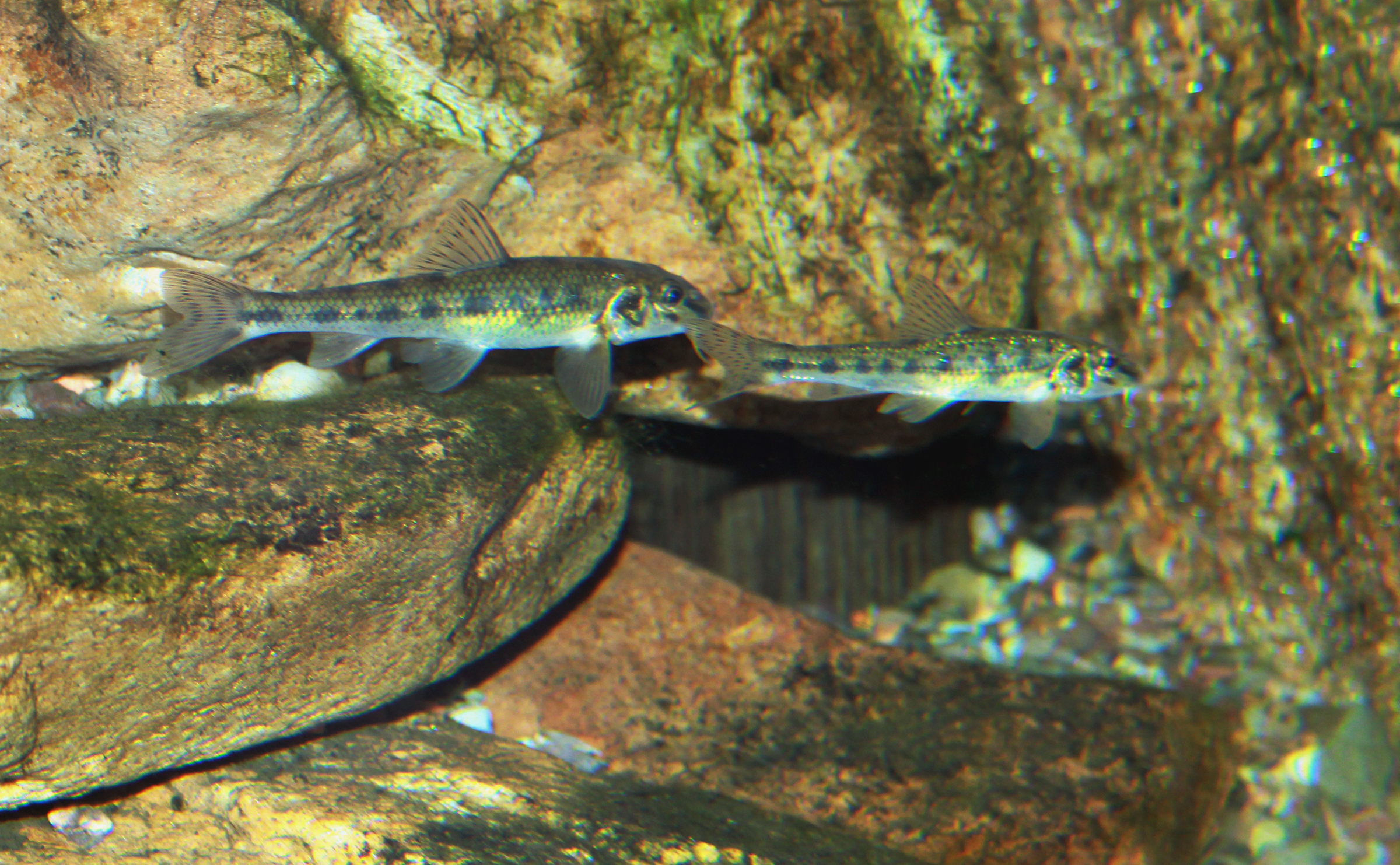
Le goujon.
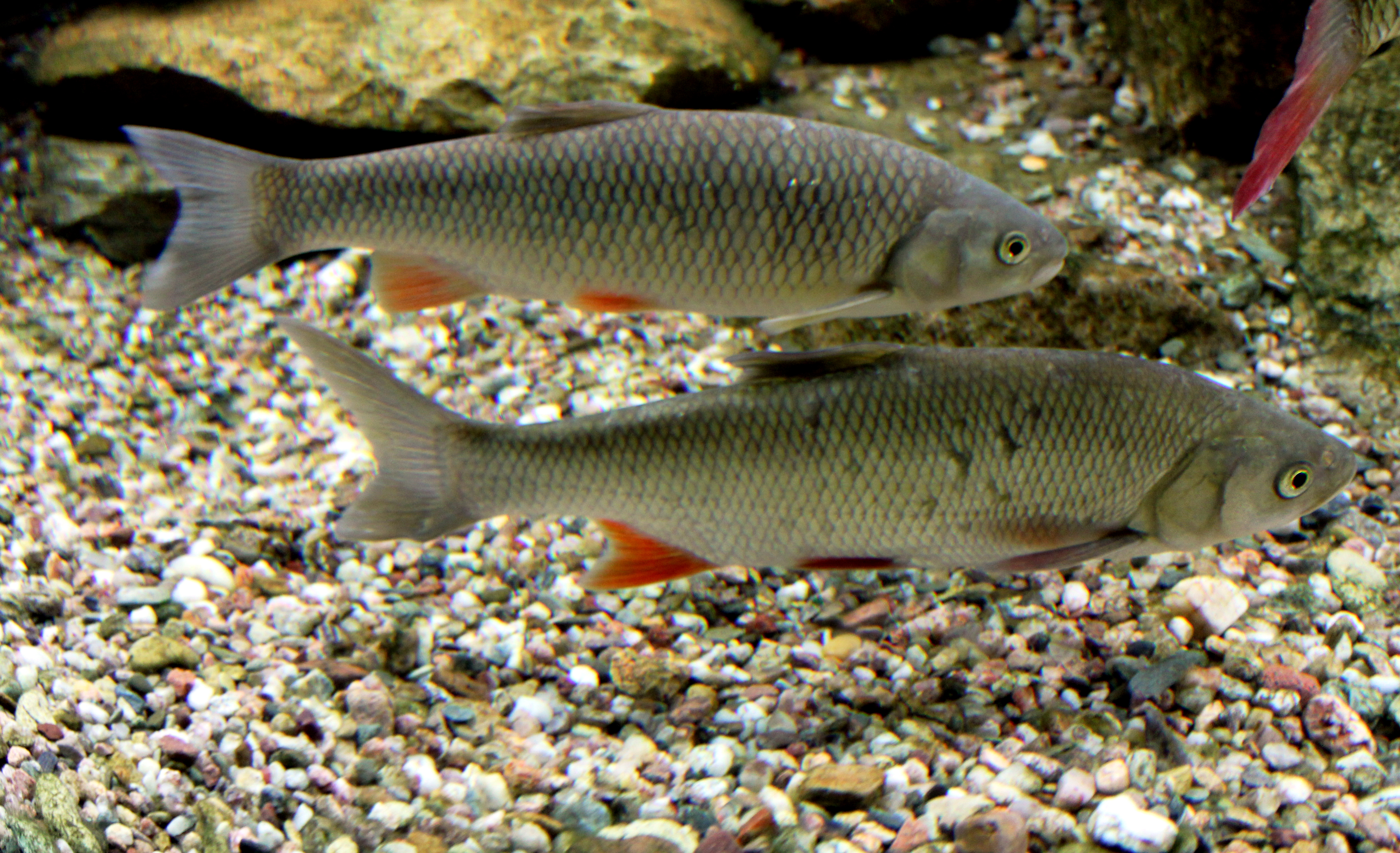
Le chevesne.
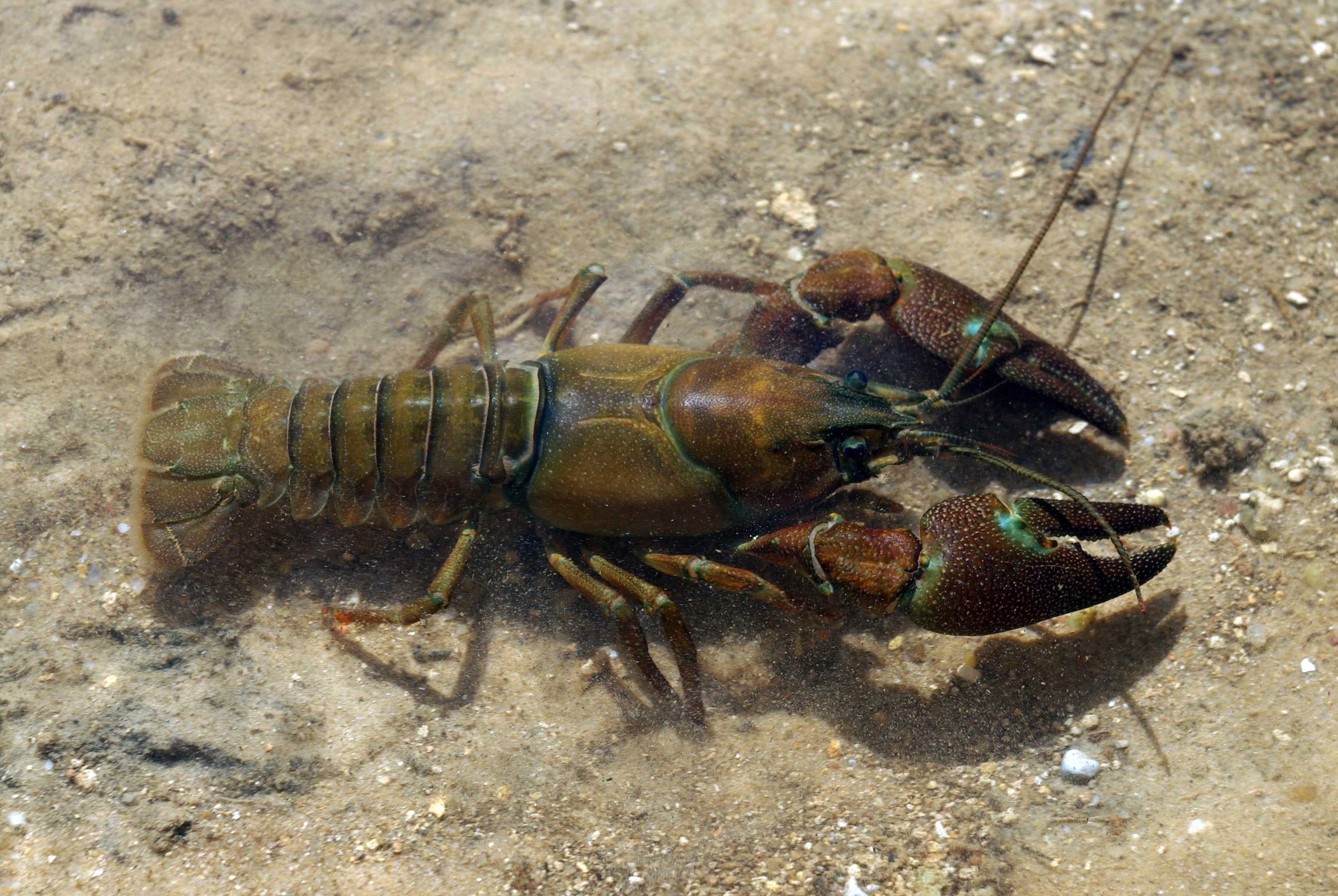
L'écrevisse de Californie.

### Barrages et hydro électricité
Le barrage-réservoir de Maury, au confluent de la Selves et du Selvet, alimente l'usine de Lardit sur la Truyère. La centrale EDF, du type « lac », a un réservoir d'une capacité utile de 35,12 millions de mètres cubes. La puissance installée est de  45 080 kW et la productibilité moyenne annuelle de 107 millions de kilowatts-heures.

### Art
La Selves et ses rives boisées ont été l'une des principales sources d'inspiration de la série de toiles Le Pays vert du peintre Jean Labellie.